# ولتن (کانزاس)
ولتن (به انگلیسی: Walton) شهری در ایالت کانزاس کشور ایالات متحده آمریکا است که جمعیت آن در سرشماری سال ۲۰۱۰ میلادی، ۲۳۵ نفر بوده‌است.